# Uuno Eskola
Uuno Eskola (jusqu'en 1906 Eskolin; né le 6 août 1889 à Pertteli et mort le 9 mars 1958 à Helsinki) est un graphiste, scénographe, acteur et écrivain finlandais,.